# Mette Ove Petersen
Mette Ove Petersen (Copenhague, 15 de enero de 1934) es una deportista danesa que compitió en natación. Ganó una medalla de plata en el Campeonato Europeo de Natación de 1950 en la prueba de 4 × 100 m libre.

## Palmarés internacional
| Campeonato Europeo | Campeonato Europeo | Campeonato Europeo | Campeonato Europeo |
| Año                | Lugar              | Medalla            | Prueba             |
| ------------------ | ------------------ | ------------------ | ------------------ |
| 1950               | Viena (Austria)    | Medalla de plata   | 4 × 100 m libre    |